# Aneuploïdie

Caryotype typique du syndrome de Turner avec 45 chromosomes, la paire de chromosomes sexuels est impactée où le Y est absent

L’aneuploïdie caractérise une cellule qui possède un nombre anormal de chromosomes. Plus spécifiquement, cette anomalie chromosomique est caractérisée par un nombre de chromosomes qui n’est pas un multiple du nombre haploïde (nombre normal d’un seul jeu complet de chromosomes). Cette anomalie génétique est une mutation qui peut être viable ou non. Elle l’est généralement chez les plantes ou chez les champignons, lesquels présentent cette macromutation considérée comme une stratégie d’adaptation à des stress génotoxiques, rarement chez les mammifères (la recherche d’une aneuploïdie fœtale peut faire partie du dépistage prénatal). 
Elle cause des malformations parfois handicapantes ou non viables chez les mammifères. Mais les amphibiens et les poissons, par exemple : gardons (Rutilus rutilus L.) ou ablettes (Alburnus alburnus L.) semblent pouvoir inhiber l’expression de ces gènes surnuméraires. Ainsi Squalius alburnoides (de la famille des carpes) qui vit en Espagne et au Portugal possède un triple jeu de chromosomes, dont l’un est rendu « muet » par un mécanisme encore mal compris et qui pourrait peut-être — espèrent certains chercheurs — donner lieu à de nouvelles thérapies.

## Principes
Une cellule diploïde possède normalement deux copies de chaque chromosome, soit deux fois le nombre haploïde n. Par exemple, chez l'espèce humaine, le nombre haploïde n est de 23, donc chaque cellule diploïde (cellules somatiques et germinales primordiales) contient normalement 46 chromosomes, tandis que les cellules haploïdes (c'est-à-dire ne contenant qu'un seul exemplaire de chaque chromosome), soit les gamètes chez l'espèce humaine, devraient chacune en contenir 23. 
Une cellule aneuploïde, en revanche, présente un nombre anormal de chromosomes. Par exemple, chez l'humain, cela peut se traduire par des cellules diploïdes à 45 ou 47 chromosomes au lieu des 46 attendus. Ces anomalies chromosomiques résultent généralement d'erreurs survenant lors de la division cellulaire, comme une ségrégation inégale des chromosomes, ou d’un défaut de cytodiérèse (mauvaise séparation des deux cellules filles lors de la division), peut-être en raison d'un défaut de contrôle de la ploïdie des cellules filles par le centrosome,. Elles peuvent également provenir d'une duplication anormale de l'ADN sans qu'il n'y ait eu mitose.
Chez l'humain, ces anomalies peuvent avoir des conséquences importantes, allant de troubles génétiques tels que la trisomie 21 à des altérations du développement embryonnaire. La fréquence et le risque d'aneuploïdie de l'embryon ou du nouveau-né augmente avec l'âge de la mère. Elle est présente dans près de la moitié des fausses couches spontanées et peut justifier un diagnostic préimplantatoire pour en diminuer le risque.
Une famille de protéines dite famille aurora, comprenant trois sérine/thréonine kinases (A, B et C) chez l’humain régule la ségrégation des chromosomes et la cytokinèse. Il a été constaté que « ces 3 trois protéines sont surexprimées dans un nombre très élevé de tumeurs caractérisées par une aneuploïdie et une amplification des centrosomes. Parmi ces trois kinases, seule aurora-A possède un réel potentiel oncogénique ».

## Les différents types d'aneuploïdie
On distingue deux types d'aneuploïdie :
1. l'aneuploïdie par défaut, encore appelée monosomie : elle correspond à la perte d'un chromosome. C'est le cas par exemple du syndrome de Turner, où un individu de phénotype féminin n'aura qu'un chromosome sexuel X, au lieu de XX. On note, dans ce cas là, la paire de chromosomes sexuels (X0). La nullosomie est l'absence complète d'une paire de chromosomes;
2. l'aneuploïdie par excès : elle correspond au gain d'un chromosome (trisomie). C'est le cas par exemple du syndrome de Klinefelter, où un individu de phénotype masculin aura un chromosome X en trop. On note sa paire de chromosomes sexuels (XXY) ; c'est le cas également de certaines trisomies plus connues, telle la trisomie 21 (ou syndrome de Down), la trisomie 13 (ou syndrome de Patau), ou encore la trisomie 18 (ou syndrome d'Edwards), ces deux dernières étant dans la plupart des cas non viables. Les trisomies autres que celles-ci sont souvent responsables de fausses couches spontanées. Une conception sur deux s'arrête pour raisons chromosomiques. La tétrasomie ou pentasomie désignent les cas où le chromosome est respectivement quadruplé ou quintuplé.

L'aneuploïdie peut aussi se distinguer selon qu'elle touche tout le corps (due à un problème avant la fécondation) ou ne concerne qu'une partie du corps ; on parle alors d'« individus mosaïques » (à la suite d'une non-disjonction méiotique après la fécondation).

## Aneuploïdie et cancer
D'éventuels liens directs ou indirects entre aneuploïdie et cancer font l'objet d'études, car les mitoses anormales produisent des cellules aneuploïdes et qui contiennent un nombre anormal de centrosomes, deux caractères maintenant considérés comme indicateurs de cellules tumorales. 
De plus, une cellule cancéreuse présente presque toujours des anomalies chromosomiques (de structure ou de nombre de chromosomes) et l'anomalie de nombre (l'aneuploïdie) est souvent  « un facteur de mauvais pronostic. Il peut s’agir soit d’un événement très précoce, et donc un acteur de la tumorigenèse, soit d’un événement tardif en relation avec l’agressivité de la tumeur ».
Les cellules aneuploïdes sont typiques des tumeurs de grade III, mais ne sont cependant présentes que dans deux tiers des tumeurs de grade II et non présentes ou non détectées dans celles de grade I. 

## Détection de l'aneuploïdie
Quand le phénotype du patient correspond à une aneuploïdie connue, on peut utiliser une technique de FISH (Fluorescent in situ Hybridization) pour la confirmer. Cette technique consiste à appareiller les chromosomes concernés avec des sondes à ADN spécifiques à des locus de chromosomes et marquées par un colorant fluorescent. On peut alors déceler selon le nombre de signaux lumineux les pertes ou gains de chromosomes. Cette technique est la plus souvent utilisée car relativement rapide. Une autre méthode, mais qui nécessite de la culture cellulaire, est l'établissement du caryotype constitutionnel qui donne une vue d'ensemble des chromosomes d'un individu. Le caryotype vient généralement en validation du résultat obtenu par la FISH.

## Causes
Différentes causes sont explorées ou connues dont :
- exposition à des produits ou rayonnements mutagènes ;
- exposition à des polluants (éventuellement capables d'agir en synergie avec d'autres polluants ou facteurs environnementaux), phénomène notamment étudié chez l'huître creuse[11] et dans les naissains d'Ostreidae[12].